# Cory Gibbs
Cory Gibbs (ur. 14 stycznia 1980, Fort Lauderdale, Floryda) – amerykański piłkarz grający na pozycji obrońcy.